# Nuncia stabilis
Nuncia stabilis is een hooiwagen uit de familie Triaenonychidae.